# شچیبورکی
شچیبورکی (به لهستانی:  Ściborki) یک روستا در لهستان است که در گمینا بانگه مازورسکیه واقع شده‌است. شچیبورکی ۱۲۰ نفر جمعیت دارد.